# 팩트와이어
팩트와이어 (FactWire, 중국어: 傳真社)는 홍콩 가우룽에 본사를 둔 탐사 통신사였다. 2015년 크라우드펀딩으로 자금을 지원받은 팩트와이어는 3,300명의 홍콩 주민들의 초기 재정적 지원으로 설립되었다. 비영리 공공 서비스 통신사로 2015년 8월 18일에 설립되었으며 2016년 3월 1일에 운영을 시작했다. 팩트와이어는 주로 홍콩의 많은 주류 언론사에 탐사 보도를 제공하는 데 중점을 두었다. 팩트와이어는 2022년에 폐업했다.

## 역사
팩트와이어 설립을 위한 크라우드펀딩은 FringeBacker 크라우드펀딩 플랫폼을 통해 3백만 홍콩 달러 목표를 넘어 475만 홍콩 달러에 도달했다.

### 열차 품질 폭로
2016년 7월, 이 통신사는 싱가포르 MRT C151A 열차가 제조사인 CRRC 칭다오 쓰팡 유한공사로 비밀리에 회수된 사실을 폭로했다. 보도에 따르면 이 열차는 하부 프레임 균열을 포함한 수많은 품질 문제로 인해 열차 한 대의 구조적 무결성을 위협할 수 있었다. 이 통신사는 가우룽-캔턴 철도 공사의 전직 임원을 인용하여 새 부품에 균열이 생기는 것은 "매우 이례적"이며 품질 문제의 징후라고 밝혔다. 팩트와이어 기자들은 어둠 속에서 방수포로 덮인 열차들이 싱가포르에서 출하되는 것을 촬영했으며, 나중에 칭다오시의 CSR 쓰팡 공장에서 열차들을 찾아냈다. 같은 날, 이 통신사는 홍콩 정부의 운수 및 주택국이 1년 이상 품질 문제를 알고 있었다는 사실을 밝히는 기사를 게재했다. 한 내부고발자가 2015년 1월에 이 국에 이메일을 보냈지만, 정부의 개입 없이 항철공사는 2015년 7월에 CSR 쓰팡에 93대의 신형 열차에 대한 60억 홍콩 달러 계약을 체결했다.
싱가포르 교통부 장관 코 분 완은 하부 프레임 균열은 과장된 일상적인 문제라고 답했다. 그는 반중 감정에 대해 논란을 비난하며, 이 이야기는 "중국 본토에 어려움을 초래하려는 홍콩의 파벌들"에 의해 동기 부여되었다고 밝혔다. 그는 또한 비전문가는 심각한 균열과 사소한 균열의 차이를 이해하지 못하며, 균열을 공개적으로 공개하는 것은 불필요한 공황을 야기할 수 있다고 덧붙였다. 육상교통청은 균열이 차량 본체 내 불순물 때문이라고 비난했으며, 열차는 운행에 안전하다고 밝혔다. 팩트와이어는 코 장관의 발언에 대한 공개 서한을 발표하며 해당 발언에 "깊은 유감"을 표하고, "싱가포르 대중의 당국에 대한 신뢰를 훼손한 사건에 대해 책임을 지는 대신" 언론사를 비난한 장관을 비판했다. 이 통신사는 보도가 정치적 동기에서 비롯되었다는 것을 부인하며 "팩트와이어가 발행하는 모든 탐사 보도는 난공불락의 증거에 기반해야 하며 심각한 공공 이익을 다루어야 한다. 우리는 상업적 또는 정치적 고려가 우리의 전문적인 언론적 판단을 압도하도록 결코 허용하지 않을 것"이라고 설명했다.
보고서를 발표한 후 팩트와이어는 익명의 위협을 받았으며, 뉴스룸의 주소가 비밀로 유지되었음에도 불구하고 사무실 밖에서 수상한 행동을 하는 "미확인 개인"을 보고했다. 익명의 메시지에는 "지하철 열차 이야기가 큰 반응을 일으켰고, 누군가 당신에게 문제를 보냈다/보내고 있다"고 적혀 있었다. 팩트와이어는 "[우리의] 조사 보고서는 특정 당사자를 겨냥한 것이 아니다. 우리는 진실에 대한 의무가 있다"고 답했다. 홍콩에서는 최근 몇 년간 케빈 라우 살인 미수 사건과 넥스트 디지털에 대한 여러 방화 사건을 포함하여 언론인에 대한 폭력이 발생했다.

### 타이산 원자력 발전소 결함 폭로
2017년 12월, 팩트와이어는 타이산 원자력 발전소의 원자로 중요 부품에서 균열을 발견했으며, 여기에는 7년 동안 계속 사용될 예정인 결함 있는 원자로 용기 헤드가 포함되어 있다고 보도했다. 보일러는 시험 중에 균열이 발생했으며, 부품의 용접은 "문제가 있다"고 언급되었다. 팩트와이어는 이러한 결함과 인근 지역에 대한 그럴듯한 위험에도 불구하고 원자력 발전소가 가동되는 것이 허용되어야 하는지에 대해 의문을 제기했다. 2018년 6월 29일, 타이산 1호기는 계통에 연결되었고 2018년 12월 13일에 상업 운전을 시작한 최초의 EPR이 되었다. 발전소의 주요 주주인 CGN 파워는 팩트와이어의 문의에 응답하지 않았다.

## 폐쇄
2022년 6월 10일, 팩트와이어는 갑자기 운영을 중단했다. 웹사이트에 "이제 작별 인사를 할 시간입니다"와 "운영 종료. 지원해 주셔서 감사합니다"라고 게시했다.
성명은 변화하는 미디어 환경을 간략하게 언급했지만, 사이트 폐쇄의 구체적인 이유는 밝히지 않았다. 관련 보도에 따르면 이 뉴스 웹사이트는 폐쇄 한 달 전 해커에게 해킹당하여 3,700명 구독자의 데이터가 노출되었다고 지적했다.

## 수상 및 인정

### SOPA 어워드 2020
| 어워드 유형                                                       | 카테고리  | 출품작명                                                                                   |
| ----------------------------------------------------------------- | --------- | ------------------------------------------------------------------------------------------ |
| 탐사 보도 부문 우수상 (卓越調查報道獎)                            | 명예상    | Did anyone really die in Prince Edward MTR on Aug 31st? 태자역 831에 정말 사망자가 있었나? |
| 공공 서비스 저널리즘 SOPA 어워드 (亞洲出版業協會公共服務新聞大獎) | 최종 후보 | 송환법 반대 시위의 가짜 뉴스 추적                                                          |

### 2020 인권 보도상
| 어워드 유형                                         | 출품작명 |
| --------------------------------------------------- | --- |
| 탐사 특집 기사 중국어 우수 조사 전문 중국어 우수 상 | 태자역 831 부상자 수 1시간 만에 4차례 변경, 첫 구급대원 본 사람 단 1명, 최소 10명은 불편 호소했지만 병원 이송 못 받음 |

## 같이 보기
- 홍콩 프리 프레스 – 크라우드펀딩으로 운영되는 영어 뉴스 웹사이트